# Giacomo Giacopelli

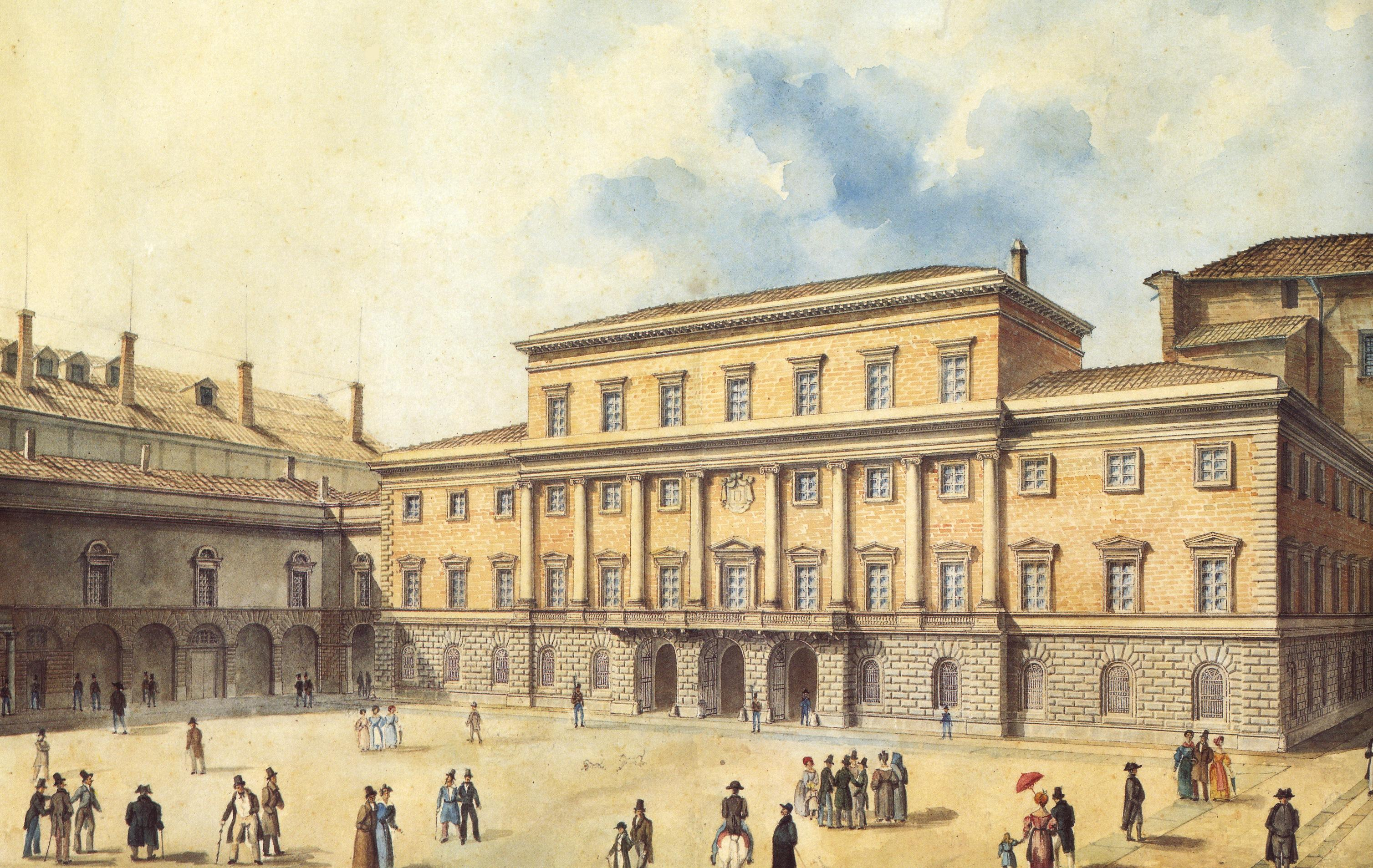

Giacomo Giacopelli, né le 27 janvier 1808 à Parme et mort le 2 avril 1893 dans la même ville, est un peintre et scénographe italien, actif dans sa ville natale et à Plaisance.

## Biographie
Né à Parme, il se forme auprès de Giuseppe Boccaccio, auquel il succède comme scénographe pour le Teatro di Parma de 1839 à 1851. Giacomo Giacopelli collabore de 1840 à 1844 avec Nicola Aquila, et avec Magnani (1848). En 1857, il est nommé professeur de perspective à l'Académie des beaux-arts de Parme. Avec Vincenzo Bertolotti et Giacomo Gelati, ils achèvent la décoration du Teatro di Verdi situé à Fiorenzuola d'Arda, inauguré en 1853.
Il reste peu d'œuvres de Giacomo Giacopelli, notamment sa représentation d' Interior of the Duomo of Parma during the blessing of the flag of  the National Guard,  et l'Atrium of the Palazzo della Pilotta à Parme. Il peint une partie des quadratura derrière les maîtres-autels des églises de Santa Cristina et de San Rocco.
Enrico Prati (en) est l'un de ses élèves.